# Anita Blond
Anita Blond (születési nevén Hudacek Anita) (Budapest, 1976. május 27. –) magyar pornószínésznő.

## Életrajz
Penthouse-modellként kezdte karrierjét. 20 évesen került a pornóiparba. 2001-ben fejezte be pornófilmes pályafutását.

## Filmszerepei
- A Wonderful Blonde Whore
- Adventures on the Orient Express
- America's 10 Most Wanted 1 y 3
- Amorous Liaisons
- Anal Kika
- Anal Palace
- Andrew Blake's Pin-Ups 2
- Angel Long and Friends
- Anita
- Beautiful Girls of Europe Get Fucked 2
- Big Babies in Budapest
- Blond & Brunettes
- California Calendar Girls 2
- Clit Crazy 9
- Confession of Indecency
- Croupe Du Monde 98
- Cummin to Ibiza
- Decadence
- Deep Throat 1 y 4
- Delirious
- Eternal Desire
- European Supermodels
- Exhibitionists
- Foxy Girl
- Inheritance
- Jon Dough's Dirty Stories 4
- Journal d'une Infirmière
- L.A. Lust
- Light My Fire
- Lil' Women Gold Edition - Go To War
- Love Spectrum
- Loves of Laure
- Magic Eros
- Magic Touch
- Magnificent 7 Girls
- Marionette
- Masquerade
- Models
- More Dirty Debutantes 68
- North Pole - The Loadman Cummeth
- Nurse's Diary
- Orient Express
- Outdoor Ecstasy
- Paris Chic
- Passion in Venice
- Pick Up Lines 16, 19 y 22
- Possessions
- Private Best of the Year 1998 - Do It
- Priv. Castings X 6 - Inga
- Priv. Film 24, 25 y 26
- Priv. Lust Treasures 2
- Priv. Solid Gold
- Priv. Stars
- Priv. Stories 2
- Priv. Video Magazine 18
- Profiles 10
- Public Sex Auditions
- Pussy Beat 2 y 3
- Return to Planet Sex
- Rocco's Sexual Superstars
- Rock & Roll Rocco 1 y 2
- Seizing the Moment
- Sex Files 1 y 2
- Sodomania 17 y 20
- Sodomania Slop Shots 2
- Sodomania Smokin Sextions 2
- Some Like it Hot
- The Best by Private 1, 15 y 16
- Thieves of Love
- Triple X 1, 2 y 26
- Triple X Files 8 - The Dungeon
- VeneXiana
- Video Adventures of Peeping Tom 8 y 11
- Video Virgins 36
- Voyeur 8
- Wet
- Wet Cotton Panties 4
- Wonderful Blonde Whore
- World Sex Tour